# 中国驻日内瓦总领事馆
中华人民共和国驻日内瓦总领事馆，通称中国驻日内瓦总领事馆，1954年4月至1988年9月间中华人民共和国派驻在瑞士日内瓦的领事机构。

## 历史
瑞士的日内瓦被誉为中华人民共和国多边外交的发祥地。1954年4月至7月，总理周恩来率代表团出席关于朝鲜与印度支那问题的日内瓦会议，是中华人民共和国首次正式在多边的国际外交舞台亮相。1954年4月，中国驻日内瓦总领事馆正式开馆。1972年8月，中国常驻联合国日内瓦办事处和瑞士其他国际组织代表团成立，与总领馆办公区共用同一院落。
1986年12月至1987年1月，中国驻瑞士大使馆与瑞士外交部就中国关闭驻日内瓦总领事馆、在苏黎世设立总领事馆达成协议。1988年9月，中国驻苏黎世总领事馆设立，驻日内瓦总领事馆同时关闭。